# Siryed Avles
Deyri Isai Mena Selva, más conocido por el pseudónimo de Siryed Avles y como SirAvles (Masaya, 7 de septiembre de 2006), es un poeta, novelista, ensayista, dramaturgo, pintor, modelo y políglota nicaragüense de ascendencia italiana.
Empezó a ser conocido por su obra escrita a los 7 años, lo que le valió el ser llamado poeta niño —igual que su compatriota Rubén Darío. Durante los años posteriores, escribió poesía, el cuento, la novela, el ensayo y el teatro.
A la edad de 13 años publicó su primer libro, un poemario que fue editado por la Universidad Nacional Autónoma de Nicaragua, sede Managua. Tres años después fue invitado a una conferencia internacional que se realizó en la ciudad de Estambul (Turquía).
A la par que desarrolló su talento literario lo hizo con el pictórico. Así pues desde muy pequeño empezó a dibujar y posteriormente a pintar —explorando géneros como el bodegón, vanitas o mitológicos— siempre influenciado por clásicos como Caravaggio o Artemisia Gentileschi.
También ha incursionado en el modelaje.

## Biografía

### Primeros años
Nació en la madrugada del 7 de septiembre de 2006 en la ciudad de Masaya. No obstante creció en la capital del país, Managua. Según lo que dijo en una entrevista para un pódcast en francés:

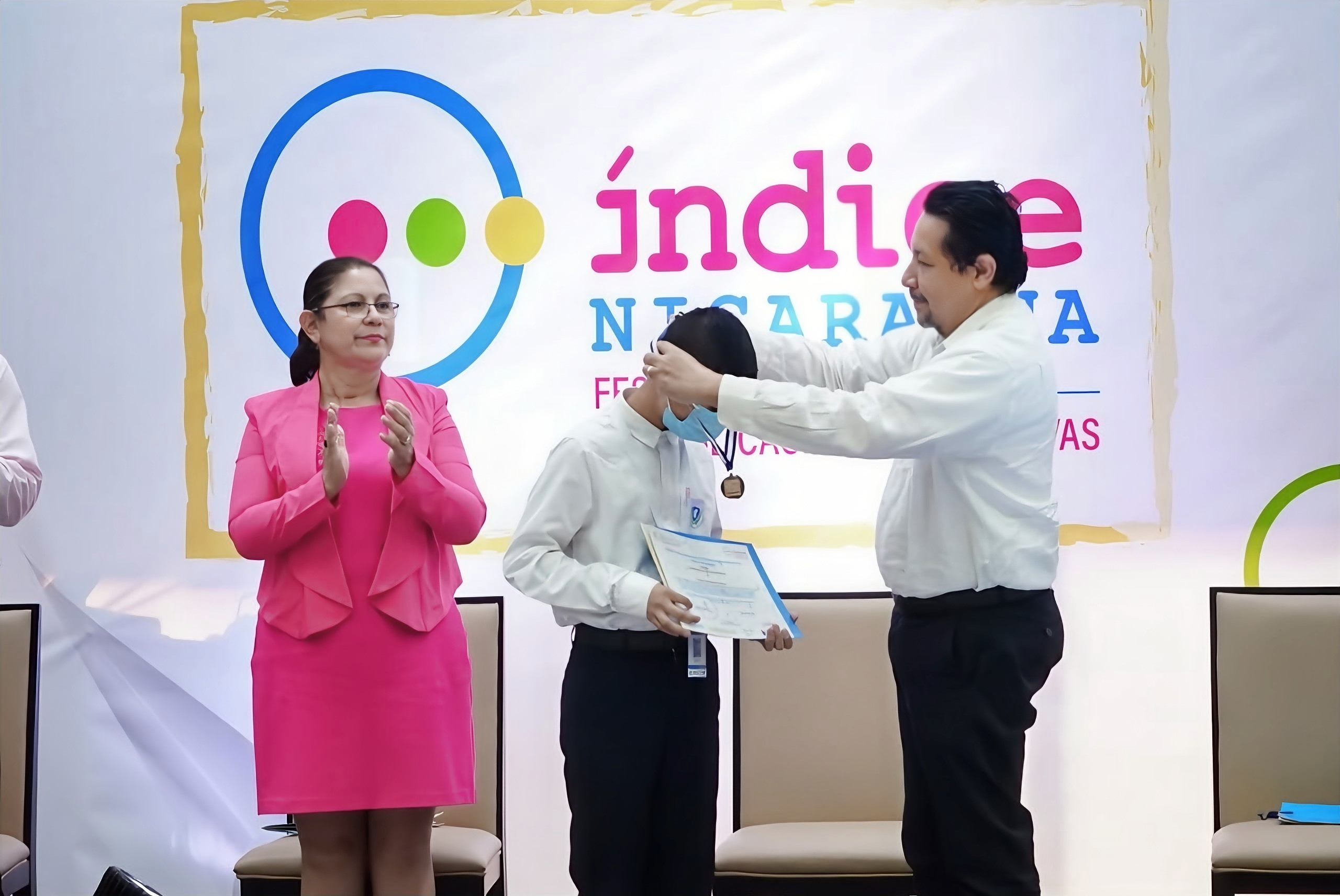
El asesor presidencial, Salvador Vanegas, le impone medalla de primer lugar. 20 de noviembre de 2020.

Oh! Je me souviens quand j'étais petit, j'étais un peu différente des autres, ou plutôt, j'étais très différente.
¡Oh! me acuerdo cuando era pequeño, era un poco diferente al resto, o mejor dicho, era muy diferente.

### Carrera artística
A los 7 años escribió su primer cuento: Ninfea. Desde entonces siguió escribiendo en diferentes géneros.
Así pues el 20 de noviembre de 2020, en el marco del Primer Festival Nacional de Publicaciones Educativas de Nicaragua realizado en el Auditorio Fernando Gordillo, de la Universidad Nacional Autónoma de Nicaragua Managua gana el primer lugar de publicaciones literarias, lo cual le permite publicar su primer poemario.

## Influencias literarias
Según sus palabras:

De mi tierra es innegable mi admiración y respeto total a nuestro eterno príncipe Rubén Darío. También me gustaría mencionar a otro connacional de esa misma época menos conocido, pero de un enorme talento: Santiago Argüello.

Por el hermano pueblo mexicano desde pequeño he sentido una gran admiración, pues tiene grandes poetas, desde la época del rey Nezahualcóyotl, guerrero y erudito; la docta Sor Juana, que es una de mis mayores influencias literarias; y el romántico Manuel Acuña.

Si me preguntases por escritores extranjeros podría mencionarte a muchos. Ahora mismo te puedo nombrar a Leandro Fernández de Moratín, José Martí, José Ángel Buesa, Federico García Lorca, Gabriel García Márquez, y un poco más clásicos a Lope de Vega, Juan de Mestanza, don Miguel de Cervantes, Ausiàs March, Juan de Dueñas, Garcilaso de la Vega, Boscán, el marqués de Santillana, Pushkin, Tólstoi, Dostoyevski, Ziryab, Wallada, Louise Labé, François Villon, Julio Verne, John Keats, Charles Baudelaire, Dante Alighieri, Omar Kayyam, Safo de Lesbos, Alceo.
Entrevista con el periódico mexicano Diario del Sureste